# 3822 Segovia
3822 Segovia (1988 DP1) là một tiểu hành tinh vành đai chính được phát hiện ngày 21 tháng 2 năm 1988, bởi T. Seki ở Geisei.